# Wojciech Otto
Wojciech Otto (ur. 1953) – polski ekonomista, doktor habilitowany nauk ekonomicznych, profesor Uniwersytetu Warszawskiego, specjalista od ekonomiki ryzyka, matematyki finansowej, nauk aktuarialnych, statystyki oraz ekonometrii.

## Kariera naukowa
Absolwent VI Liceum Ogólnokształcącego im. Tadeusza Reytana w Warszawie (1972). W 1977 uzyskał tytuł zawodowy magistra ekonometrii na Uniwersytecie Warszawskim. W tym samym roku został zatrudniony na tejże uczelni, a w 1986 na jej Wydziale Nauk Ekonomicznych uzyskał stopień doktora nauk ekonomicznych na podstawie rozprawy pt. Modele o opóźnieniach rozłożonych ze zmiennymi w czasie współczynnikami, której promotorem był Wojciech Maciejewski. W 2005 ten sam wydział nadał mu stopień doktora habilitowanego nauk ekonomicznych na podstawie pracy pt. Ubezpieczenia majątkowe – część I – teoria ryzyka.
W latach 1996–1999 i 2003–2012 pełnił funkcję prodziekana Wydziału Nauk Ekonomicznych Uniwersytetu Warszawskiego. W latach 2012–2016 wchodził w skład Komisji Senatu UW ds. Polityki Kadrowej.